# Yo y tú
Yo y tú es una serie de televisión colombiana de comedia, creada y producida por Alicia del Carpio, emitida durante 20 años y nueve meses (1956-1976) por la Cadena Uno, siempre en el horario de domingo en la noche. En 1976, la programadora que lo transmitía no obtuvo espacios en la licitación y la comedia salió del aire. Alicia del Carpio, quien se nacionalizó en Colombia en 1969, regresó a España con su esposo, el industrial alemán Joachim Geue, y sus tres hijas. Pero siguió vinculada al país. Hizo un nuevo intento con Yo y tú en 1982, con éxito relativo. La tercera etapa, en 1985, no alcanzó buenos índices de sintonía y se canceló en 1986.

## Sinopsis
Inicialmente, el nombre de la serie fue Un matrimonio sobre ruedas, y se centraba en la vida de una familia de clase media bogotana y fue el trampolín de salida de alrededor de 175 actores y actrices de la televisión colombiana.

## Reparto
- Alicia del Carpio:† Alicita
- Esther Sarmiento de Correa: Esthercita de Lechugo
- Leopoldo Valdivieso: don Cándido María Lechugo
- Álvaro Ruiz Zúñiga:† Alvarito Guáqueta
- Ángel Alberto Moreno: Eloy Sastoque
- Sofía Rodríguez de Moreno: Socorrito (esposa de Eloy Sastoque)
- Hernando Latorre Prieto: el Chato Latorre
- Carlos Muñoz:† Carlitos
- Pepe Sánchez:† José María de Oquendo y Rebolledo, Chepito
- Hernando Casanova:† Hernando María de las Casas, el Culebro
- Guillermo Sandino: Doctor Sandínez
- María Eugenia Alfonso† Kathy [cuñada de Alicita]
- Otto Greiffestein:† Otoniel Jaramillo
- Franky Linero:† Franky
- Consuelo Luzardo: Cuqui
- Inés Mejía: La paisa
- Delfina Guido†
- Carlos Benjumea†
- Héctor Ulloa†
- Fernando González Pacheco†
- Luis Fernando Orozco†
- Alberto Saavedra
- Judy Henríquez
- Carmen de Lugo†
- Verónica Sánchez: Verónica de Oquendo y Rebolledo
- Sandra Sarmiento
- Mario Ruíz